# 鬼滅之刃 刀匠村篇
《鬼滅之刃 刀匠村篇》（日语：鬼滅の刃 刀鍛冶の里編）是日本電視動畫《鬼滅之刃》的第三季，改編自漫畫家吾峠呼世晴創作的漫畫系列《鬼滅之刃》的第十二卷至第十五卷（第98話至第127話）的故事，由外崎春雄執導，ufotable製作。故事承接電視動畫第二季《遊郭篇》，下啟電視動畫第四季《柱訓練篇》。
2022年12月10日，釋出第三季「刀匠村」的預告的同時，宣布2023年2月3日將以遊郭篇第十集、第十一集和刀匠村篇第一集為《鬼滅之刃 上弦集結，前進刀匠村》特別上映版播出。
為了銜接柱訓練篇開播，宣布播出刀匠村篇的特別總集版。定於2024年5月4日作為前篇播放《鬼滅之刃 刀匠村 敵襲篇》（鬼滅の刃 刀鍛冶の里 敵襲篇）。定於2024年5月5日作為後篇播放《鬼滅之刃 刀匠村 連繫的羈絆篇》（鬼滅の刃 刀鍛冶の里 繋いだ絆篇）。

## 劇情
由於上弦之陸·墮姬和妓夫太郎被斬殺導致上弦的位置出現空缺，因此猗窩座和其他上弦成員都被無慘召喚到無限城內，無慘面對上弦在繼113年後再度出現空缺感到震怒，他認為上弦成員應該要盡心極力地找出「藍色彼岸花」以及殲滅鬼殺隊的職責，於是指派上弦之肆·半天狗和上弦之伍·玉壺前往某個地點去執行任務。另一方面，在蝴蝶屋療傷長達兩個月的炭治郎在夢到傳說的劍士而甦醒，當伊之助與善逸在傷勢恢復出去執行任務不久，炭治郎得知鋼鐵塜不為他重新鍛造出新刀的消息，於是他在蝴蝶屋的寺內清、中原澄與高田菜穗的建議下前往刀匠村。
炭治郎得到刀匠村的村長的允許便留下村子中繼續養傷，並在村中溫泉遇到和他同期的鬼殺隊隊員不死川玄彌，只是炭治郎和玄彌的關係並不好。後來炭治郎遇見食量非常大、性格開朗的戀柱·甘露寺蜜璃，蜜璃跟炭治郎解釋玄彌是風柱的弟弟，玄彌因為有食鬼的體質因此從不吃食物。炭治郎從蜜璃的口中得知刀匠村中有秘密武器的消息後，隔天去尋找秘密武器遇到霞柱·時透無一郎，發現無一郎正與刀匠村的居民小鐵發起爭執，讓炭治郎不得已制止，而炭治郎發現旁邊的機關人偶「緣一零式」跟他在夢中出現過的劍士極為相似，小鐵原本不想讓緣一零式受到損壞而且阻撓無一郎，不過無一郎還是拿緣一零式用來訓練並且砍斷它的一隻手，還拿走其中一把刀來暫替使用。後來小鐵幫助讓炭治郎借用緣一零式特訓，最終炭治郎成功將緣一零式打到解體並且發現機體裡隱藏著蜜璃所說的秘密武器（三百年前的劍士——名為繼國緣一所使用過的日輪刀）。
此時鋼鐵塜終於現身在炭治郎與小鐵的面前，鐵穴森向炭治郎解釋鋼鐵塜的外表性格傲慢又很固執，加上他太過於執著自己打造的刀會斷裂的問題所以經常被其他劍士給換掉，不過鋼鐵塜對炭治郎並沒有在意他的性格感到一些感激。炭治郎決定將三百年前的刀交給鋼鐵塜讓他打造出新刀。然而夜晚，無一郎由於他的前任刀匠病逝，因此由鐵穴森所接任，而在炭治郎決定幫助無一郎下讓他逐漸想起他過去的往事。偷偷潛入村莊的半天狗和玉壺由於找不到「蓝色彼岸花」的緣故，他們決定潛入刀匠村企圖削弱鬼殺隊的攻擊戰力來平息無慘的怒氣。起初無一郎斬斷上弦之肆·半天狗時發現他即使被斬斷頭也不會被消滅，反而分裂出四個分身積怒、可樂、空喜、哀絕這四個鬼。半天狗的分身將無一郎打飛出戰場還讓炭治郎和禰豆子一度陷入苦戰，後來由於玄彌參戰的緣故，讓炭治郎兄妹找到反擊的機會對戰半天狗。由於村子遭受兩位上弦的襲擊，因此蜜璃也趕到村子上參與戰鬥救下村長和其他的村民。
另一方面，被遠離戰場的無一郎救出被魚怪襲擊的小鐵和鐵穴森，並得知他的新刀正在鋼鐵塜所處，因此無一郎為了增強戰力而趕往新刀所處，但是他遭遇上弦之伍·玉壺的襲擊而被其血鬼術水獄體給困住無法脫身。小鐵發現無一郎因為困於水獄體無法脫困，他不顧自身的危險為無一郎透過水中接氣。由於小鐵不顧自身安危的行徑，讓無一郎回想起他過去發生的往事而脫身並且開起斑紋救下小鐵。此時玉壺在屋子企圖吸引正忙著打造刀的鋼鐵塜的注意，但是他發現鋼鐵塜連忙專注打造刀而忽視自己的存在而感到震怒還被無一郎給反擊，無一郎並藉機得到新日輪刀開始扭轉情勢，他學會獨創呼吸法成功斬殺玉壺。而炭治郎、禰豆子、玄彌在和半天狗的戰鬥中了解只砍下喜怒哀樂分身鬼的首級也無法阻止他們的行動，只有在砍到半天狗的本體才能打敗他。炭治郎透過氣味發現到半天狗本體就是舌頭上的「怯」字正準備砍下他，但是半天狗卻使積怒吸收可樂、空喜、哀絕合體十分強大的最強的分裂鬼·憎珀天來反攻，由於憎珀天的實力強大到令炭治郎一行人陷入危險之中逐漸陷入苦戰，所幸蜜璃在炭治郎一行人身處無路可退的狀況中前來支援跟憎珀天展開交戰，炭治郎知道他們跟蜜璃遲早會先體力耗盡，他們唯一取勝的方法就是斬斷半天狗的本體。
炭治郎、禰豆子、玄彌負責在蜜璃單獨阻擋住憎珀天的期間找出半天狗，而半天狗受盡炭治郎的追擊而化為巨大體恨鬼，卻因禰豆子支援炭治郎的緣故跟著他們墜落懸崖的下方。炭治郎接下無一郎從鋼鐵塜的手上拿出他尚未磨好的刀中砍斷半天狗的首級卻發現自己砍斷的是恨鬼的首級，由於接近太陽出現的時間，炭治郎不得不隻身擋住禰豆子不讓陽光照射到她，同時半天狗在分身能短暫抵擋陽光時轉向追殺躲在附近的少數刀匠企圖恢復體力。正當炭治郎在無一郎與玄彌無法前來幫他掩護禰豆子而在追殺半天狗與保護禰豆子之間不知所措時，禰豆子將炭治郎推開讓他能有機會斬殺半天狗的本體，炭治郎在禰豆子的犧牲下憤而一擊成功斬殺半天狗，也讓憎珀天在蜜璃快要耗盡體力之前被燒爲灰燼。
正當大眾以為禰豆子已經被燒爲灰燼時，禰豆子不但活著還可以開口說話，讓炭治郎、刀匠們與玄彌感到很欣慰，蜜璃與無一郎發現禰豆子克服陽光的事感到高興，他們終於在這場苦戰中獲得勝利。與此同時，跟炭治郎建立合作關係的珠世與愈史郎在研究禰豆子與其他十二鬼月的血過程中發現禰豆子由於體內的血液變化而產生突變，而且她把克服陽光的事擺在前面似乎是為了極為重要的原因。戰役結束後，刀匠村的村長和村民們負責收拾刀匠村的慘烈情況，他們非常感激炭治郎兄妹的幫助並且迎送他們離開村莊。後來，無慘透過半天狗的記憶發現禰豆子克服陽光的事感到震驚又高興，他認為自己不需要花費更多時間找出「蓝色彼岸花」的下落。無慘認為一旦他只要吃掉禰豆子也可以獲得克服陽光的力量，到時他就可以成為不滅不死的存在。當無慘以奪取禰豆子並且策劃出他的行動時，炭治郎一行人之後跟無慘的大戰中即將要一觸即發。

## 登場角色
| 角色                          | 配音員                                                | 配音員                             | 配音員                                    | 備註                 |
| 角色                          | 日本                                                  | 臺灣                               | 香港                                      | 備註                 |
| 主要角色                      | 主要角色                                              | 主要角色                           | 主要角色                                  | 主要角色             |
| ----------------------------- | ----------------------------------------------------- | ---------------------------------- | ----------------------------------------- | -------------------- |
| 竈門炭治郎                    | 花江夏樹                                              | 錢欣郁                             | 陳啟熾                                    |                      |
| 竈門禰豆子                    | 鬼頭明里                                              | 連婉鈞                             | 何凱怡                                    |                      |
| 不死川玄彌                    | 岡本信彥                                              | 蔣鐵城                             | 陳成港                                    |                      |
| 時透無一郎 （霞柱）           | 河西健吾                                              | 馮嘉德                             | 陳漢祺                                    |                      |
| 甘露寺蜜璃 （戀柱）           | 花澤香菜                                              | 錢欣郁                             | 顧詠雪                                    |                      |
| 半天狗 （上弦之肆）           | 古川登志夫                                            | 孫中台                             | 張振熙                                    | 怯之鬼、恨之鬼       |
| 半天狗 （上弦之肆）           | 梅原裕一郎                                            | 孫中台                             | 張振熙                                    | 分裂鬼（積怒）       |
| 半天狗 （上弦之肆）           | 石川界人                                              | 黃天佑                             | 張振熙                                    | 分裂鬼（可樂）       |
| 半天狗 （上弦之肆）           | 武內駿輔                                              | 江志倫                             | 張振熙                                    | 分裂鬼（空喜）       |
| 半天狗 （上弦之肆）           | 齊藤壯馬                                              | 蔣鐵城                             | 張振熙                                    | 分裂鬼（哀絕）       |
| 半天狗 （上弦之肆）           | 山寺宏一                                              | 黃天佑                             | 張振熙                                    | 合體分裂鬼（憎珀天） |
| 玉壺 （上弦之伍）             | 鳥海浩輔                                              | 孫誠                               | 簡懷甄                                    |                      |
| 鬼殺隊「柱」                  |                                                       |                                    |                                           |                      |
| 煉獄杏壽郎 （炎柱）           | 日野聰                                                | 蔣鐵城                             | 梁皓翔                                    | [ 註 1 ]             |
| 宇髄天元 （音柱）             | 小西克幸                                              | 于正昇                             | 蔡威賢                                    | [ 註 2 ]             |
| 伊黑小芭內 （蛇柱）           | 鈴村健一                                              | 江志倫                             | 黃龍傑                                    |                      |
| 不死川實彌 （風柱）           | 關智一                                                | 陳彥鈞                             |                                           |                      |
| 鬼殺隊士                      |                                                       |                                    |                                           |                      |
| 我妻善逸                      | 下野紘                                                | 江志倫                             | 杜景煜                                    |                      |
| 嘴平伊之助                    | 松岡禎丞                                              | 陳彥鈞                             | 周倚天                                    |                      |
| 栗花落香奈乎                  | 上田麗奈                                              | 連婉鈞                             | 楊婉潼                                    |                      |
| 產屋敷家                      |                                                       |                                    |                                           |                      |
| 產屋敷耀哉                    | 森川智之                                              | 蔣鐵城                             | 何偉誠                                    |                      |
| 產屋敷天音                    | 佐藤利奈                                              | 馮嘉德                             | 羅婉楓                                    |                      |
| 產屋敷雛衣                    | 花守由美里                                            | 錢欣郁                             | 吳茵                                      | [ 註 3 ]             |
| 產屋敷日香                    | 小澤亞李                                              | 連婉鈞                             | 成樂怡                                    | [ 註 3 ]             |
| 刀匠村                        |                                                       |                                    |                                           |                      |
| 鋼鐵塚螢                      | 浪川大輔                                              | 黃天佑                             | 李家傑                                    |                      |
| 鐵穴森鋼藏                    | 竹本英史                                              | 江志倫                             | 竺諺鴻                                    |                      |
| 小鐵                          | 村瀨步                                                | 連婉鈞                             | 羅婉楓                                    |                      |
| 鐵地河原鐵珍                  | 屋良有作                                              | 蔣鐵城                             | 周鑫霆                                    |                      |
| 鐵井戶                        | 斧篤志                                                | 孫中台                             | 袁德基                                    |                      |
| 蝴蝶屋                        |                                                       |                                    |                                           |                      |
| 神崎葵                        | 江原裕理                                              | 錢欣郁                             | 石梓晴                                    |                      |
| 寺內清                        | 山下七海                                              | 馮嘉德                             | 陳姻岐                                    |                      |
| 中原澄                        | 真野步                                                | 連婉鈞                             | 莫曉晴                                    |                      |
| 高田菜穗                      | 桑原由氣                                              | 錢欣郁                             | 吳茵                                      |                      |
| 鬼殺隊「隱」                  |                                                       |                                    |                                           |                      |
| 後藤                          | 古川慎                                                | 于正昇                             | 郭湛深                                    |                      |
| 鬼殺隊相關者                  |                                                       |                                    |                                           |                      |
| 繼國緣壹                      | 井上和彥                                              | 宋克軍                             | 張振聲                                    | [ 註 4 ]             |
| 竈門家                        |                                                       |                                    |                                           |                      |
| 竈門炭吉                      | 野島裕史                                              | 黃天佑                             | 張振熙                                    |                      |
| 竈門朱彌子                    | 福圓美里                                              | 馮嘉德                             | 成樂怡                                    | [ 註 5 ]             |
| 不死川家                      |                                                       |                                    |                                           |                      |
| 不死川志津                    | 柚木涼香                                              | 錢欣郁                             |                                           |                      |
| 不死川貞子                    | 和氣杏未                                              | 連婉鈞                             | 陳姻岐                                    |                      |
| 不死川壽美                    | 前田佳織里                                            | 馮嘉德                             | 羅婉楓                                    |                      |
| 不死川就也                    | 松岡美里                                              | 錢欣郁                             | 莫曉晴                                    |                      |
| 不死川弘                      | 河瀨茉希                                              | 連婉鈞                             | 石梓晴                                    |                      |
| 不死川琴                      | 田中愛美                                              | 馮嘉德                             |                                           |                      |
| 時透家                        |                                                       |                                    |                                           |                      |
| 時透有一郎                    | 河西健吾                                              | 馮嘉德                             |                                           |                      |
| 時透的父親                    | 杉山紀彰                                              | 江志倫                             | 黃榮璋                                    |                      |
| 時透的母親                    | 沼倉愛美                                              | 錢欣郁                             | 羅婉楓                                    |                      |
| 甘露寺家                      |                                                       |                                    |                                           |                      |
| 甘露寺的父親                  | 野島健兒                                              | 江志倫                             | 鄧燦陽                                    |                      |
| 甘露寺的母親                  | 皆川純子                                              | 馮嘉德                             | 王綺婷                                    |                      |
| 鎹鴉                          |                                                       |                                    |                                           |                      |
| 天王寺松衛門 （炭治郎的鎹鴉） | 山崎巧                                                | 江志倫                             | 張振熙                                    | [ 註 6 ]             |
| 銀子 （時透的鎹鴉）           | 釘宮理恵                                              | 馮嘉德                             | 吳茵                                      | [ 註 6 ]             |
| 麗 （蜜璃的鎹鴉）             | 堀江由衣                                              | 連婉鈞                             | 姜嘉蕾                                    | [ 註 6 ]             |
| 反鬼派                        |                                                       |                                    |                                           |                      |
| 珠世                          | 坂本真綾                                              | 馮嘉德                             | 陳雪瑩                                    |                      |
| 愈史郎                        | 山下大輝                                              | 江志倫                             | 張振熙                                    |                      |
| 鬼                            |                                                       |                                    |                                           |                      |
| 鬼舞辻無慘 （鬼王）           | 關俊彥                                                | 于正昇                             | 陳健豪                                    |                      |
| 黑死牟 （上弦之壹）           | 置鮎龍太郎                                            | 夏治世                             | 陳力航                                    |                      |
| 童磨 （上弦之貳）             | 宮野真守                                              | 李世揚                             | 劉達斌                                    |                      |
| 猗窩座 （上弦之參）           | 石田彰                                                | 何志威                             | 陳仕文                                    |                      |
| 鳴女                          | 井上麻里奈                                            | 馮嘉德                             | 鄭家蕙                                    |                      |
| 襲擊時透兄弟的鬼              | 熊谷健太郎                                            | 黃天佑                             | 高瀚章                                    |                      |
| 其他角色（鬼殺隊員）          |                                                       |                                    |                                           |                      |
| 女性隱 （炭治郎最初的嚮導）   | 佐伯伊織                                              | 馮嘉德連婉鈞                       | 鄭家蕙                                    |                      |
| 女性隱 （炭治郎最後的嚮導）   | 大森日雅                                              | 連婉鈞                             | 吳茵                                      |                      |
| 女性隱 （炭治郎中途的嚮導）   | 安齋由香里 雞冠井美智子 永牟田萌                      | 馮嘉德 連婉鈞                      | 莫曉晴 羅婉楓                             |                      |
| 男性隱 （炭治郎中途的嚮導）   | 安倍大旅 川口諒太朗 中嶋優貴 橘潤二 堂島颯人 帆世雄一 | 陳彥鈞 蔣鐵城 黃天佑 于正昇 江志倫 | 陳力航 周倚天 陳啟熾 簡懷甄 杜景煜 李家傑 |                      |
| 男性隱 （蜜璃的回憶）         | 不明                                                  | 江志倫                             | 黃榮璋                                    |                      |
| 女性隱 （蜜璃的回憶）         | 海弓首里                                              | 馮嘉德                             | 何凱怡                                    | [ 5 ]                |
| 鬼殺隊隊士 （蜜璃的回憶）     | 不明                                                  | 孫中台                             |                                           |                      |
| 其他角色（刀匠村居民）        |                                                       |                                    |                                           |                      |
| 刀匠 （村長隨從）             | 高橋伸也                                              | 江志倫                             | 蔡威賢                                    |                      |
| 刀匠 （村中嚮導）             | 仲村宗悟                                              | 黃天佑                             | 張振熙                                    |                      |
| 刀匠 （被玉壺殺害）           | 柳田淳一                                              | 黃天佑                             | 高瀚章                                    |                      |
| 刀匠 （敲鐘人）               | 川田祐                                                | 江志倫 黃天佑                      | 周鑫霆                                    |                      |
| 刀匠 （被魚怪襲擊）           | 松岡洋平 大桃陽介                                     | 黃天佑 江志倫                      | 李家傑 何偉誠                             |                      |
| 刀匠 （被蜜璃援救）           | 柳晃平 中村太亮 塩尻浩規 木田祐                       | 蔣鐵城 孫中台 江志倫 黃天佑        | 周鑫霆 李家傑 何偉誠 陳成港 馮瀚輝        |                      |
| 刀匠 （被半天狗給追殺）       | 羽多野涉 落合福嗣 安田陸矢                            | 江志倫 黃天佑 蔣鐵城               | 簡懷甄 梁皓翔 高瀚章                      | [ 6 ] [ 7 ]          |
| 刀匠村居民群                  | 中村太亮 左座翔丸 藤原聖侑 堂島颯人 外崎友亮          | 孫中台 蔣鐵城 黃天佑 江志倫 于正昇 | 簡懷甄 高瀚章 陳雪瑩 李家傑 梁皓翔 竺諺鴻 |                      |
| 其他角色（俊國家）            |                                                       |                                    |                                           |                      |
| 俊國／無慘的養母              | 小松奈生子                                            | 錢欣郁                             | 吳茵                                      | [ 8 ]                |
| 女傭                          | 中惠光城                                              | 連婉鈞                             | 鄭家蕙                                    | [ 9 ]                |
| 其他角色（蜜璃的回憶）        |                                                       |                                    |                                           |                      |
| 蜜璃的相親對象                | 高橋伸也                                              | 孫中台                             | 杜景煜                                    |                      |
| 餐館老闆                      | 堀井茶渡                                              | 蔣鐵城                             | 簡懷甄                                    | [ 10 ]               |
| 相撲力士                      | 喜屋武和輝                                            | 黃天佑                             | 竺諺鴻                                    |                      |
| 蜜璃援救的婦女                | 中惠光城                                              | 連婉鈞                             | 羅婉楓                                    | [ 11 ]               |
| 蜜璃援救的孩童                | 海弓首里                                              | 馮嘉德                             | 王綺婷                                    | [ 12 ]               |
| 其他角色（半天狗的回憶）      |                                                       |                                    |                                           |                      |
| 裁決半天狗的奉行              | 江川大輔                                              | 黃天佑                             | 梁皓翔                                    |                      |
| 半天狗殺害的盲人              | 武虎                                                  | 蔣鐵城                             | 竺諺鴻                                    |                      |
| 其他角色（無慘的回憶）        |                                                       |                                    |                                           |                      |
| 平安時代的醫生                | 高橋伸也                                              | 孫中台                             | 杜景煜                                    |                      |
| 平安時代的武士                | 不明                                                  | 江志倫                             | 李家傑                                    |                      |
| 其他角色                      |                                                       |                                    |                                           |                      |
| 萬世極樂教的信徒              | 外崎友亮                                              | 江志倫                             | 杜景煜                                    |                      |

## 製作團隊
| 原著                       | 吾峠呼世晴                           |
| 監督                       | 外崎春雄                             |
| 人物設定 總作畫監督        | 松島晃                               |
| 次角色設計                 | 佐藤美幸、梶山庸子、菊池美花         |
| 道具設計                   | 小山将治                             |
| 美術監督                   | 衛藤功二                             |
| 攝影監督                   | 寺尾優一                             |
| 3D監督                     | 西脇一樹                             |
| 色彩設計                   | 大前祐子                             |
| 編集                       | 神野学                               |
| 音樂                       | 梶浦由記、椎名豪                     |
| 音樂製作                   | Aniplex                              |
| 監製                       | 三宅将典、高橋祐馬、藤尾明史、近藤光 |
| 製片人                     | 近藤光                               |
| 劇本統籌 腳本製作 動畫製作 | ufotable                             |
| 製作                       | Aniplex、集英社、ufotable            |

本季同樣沿用於《竈門炭治郎 立志篇》和《遊郭篇》的製作團隊，導演是由ufotable所屬的演出家外崎春雄，角色設計和總作畫監督也是ufotable的動畫師松島晃，二人負責該系列動畫的擔任製作。音樂方面，由梶浦由記、椎名豪負責配樂。
2024年3月9日，為了銜接柱訓練篇開播，因此宣布播出刀匠村篇的特別總集版。定於5月4日作為前篇播放《鬼滅之刃 刀匠村 敵襲篇》（鬼滅の刃 刀鍛冶の里 敵襲篇）。定於5月5日作為後篇播放《鬼滅之刃 刀匠村 連繫的羈絆篇》（鬼滅の刃 刀鍛冶の里 繋いだ絆篇）。

## 音樂
2023年2月3日，於劇場先行版《上弦集結，前進刀匠村》上映後，官方也公布片頭曲由MAN WITH A MISSION×milet合作主唱，片頭曲《羈絆的奇蹟》（第1話、第11話為片尾曲、第2話－第10話）由Jean-Ken Johnny負責作詞、作曲，MAN WITH A MISSION（也是由公司Sony Music Records）負責編曲，飯塚知佐子則是負責主題曲協力。
2023年4月9日，於刀匠村篇第一話正式播出後，也發佈片尾曲《熱戀不已》（第2話－第10話）同樣由MAN WITH A MISSION×milet（實際寫為milet×MAN WITH A MISSION）合作主唱，作詞、作曲由梶浦由記負責，編曲則是由SME Records、梶浦由記負責。
收錄兩首歌曲的單曲將於2023年5月31日發行。
第11話的插曲《竈門禰豆子之歌（竈門禰豆子のうた）》，是ufotable負責作詞，椎名豪負責作曲、編曲，並與中川奈美合作演唱。並宣佈於2023年6月20日發行單曲。

## 播放與發行
2022年2月13日，在播放《鬼滅之刃》動畫第二季《遊郭篇》最終話時宣佈製作動畫《刀匠村篇》，製作團隊以及主要配音員回歸。在同年4月16日釋出第一彈預告。
2022年10月15日，宣佈將於12月10日晚上6時半在東京電視台重播《無限列車篇》的電視動畫版第1話以及劇場版，並預告將在當日播畢後公佈有關《刀匠村篇》的新消息。
2022年12月10日，正式釋出第三季「刀匠村」的預告，宣佈開播時間定於2023年4月，第一集時長一小時。同時，2023年2月3日將以遊郭篇第十集、第十一集和刀匠村篇第一集為《鬼滅之刃 上弦集結，前進刀匠村》特別上映版播出。
2023年3月1日，釋出第三季「刀匠村」的第二彈預告，並宣佈定於同年4月9日開播。在6月11日中，宣佈於6月18日播出的第十一集為最終回播放的時長將延長為70分鐘。

### 各集列表
| 集數     | 集數       | 日文標題 | 中文標題   | 分鏡            | 演出 | 作畫監督 | 日本首播日期  | 改編原著   |
| 當季集數 | 全集數     | 日文標題 | 中文標題   | 分鏡            | 演出 | 作畫監督 | 日本首播日期  | 改編原著   |
| -------- | ---------- | -------- | ---------- | --------------- | --- | --- | ------------- | ---------- |
| 第一話   | 第四十五話 |          | 某人的夢   | 原隆史 寺尾優一 | 下村晉矢 原隆史                                                                                          | 仲敷公実子、渡邉八恵子 岡部葵、緒方美枝子 小林友衣、藤本典子 坂東美佳、佐藤美幸 岡部茜、松島晃 | 2023年 4月9日 | 第11、12卷 |
| 第二話   | 第四十六話 |          | 緣壹零式   | 恒松圭          | 宇田明彥                                                                                                 | 菊池美花、石橋有希子 田角麻奈美、西條由希子 坂東美佳、佐藤哲人 鄉津春奈、木下博斗 | 4月16日       | 第12卷     |
| 第三話   | 第四十七話 |          |            |                 | 中澤健 恒松圭                                                                                            | 菊池美花、佐藤美幸 茂木貴之、秋山幸児 永森雅人 | 4月23日       | 第12、13卷 |
| 第四話   | 第四十八話 |          |            |                 | 佐藤美幸、菊池美花 坂東美佳、外崎春雄 竹內由香里、仲敷公実子 西尾聰美、足內原美保子 下村晉矢、西條由希子 | 4月30日 | 第13卷        |            |
| 第五話   | 第四十九話 |          | 赫刀       | 野中卓也        | 野中卓也                                                                                                 | 坂東美佳、菊池美花 佐藤美幸、梶山庸子 外崎春雄、緒方美枝子 小林友衣、首藤志保里 坂東美佳、永森雅人 茂木貴之、藤本典子 西條由希子                                                                             | 第13卷        | 5月7日     |
| 第六話   | 第五十話   |          |            | 恒松圭          | 原田征爾                                                                                                 | 佐藤美幸、坂東美佳 外崎春雄、藤本典子 石後夏奈、緒方美枝子 橋本淳稔、菊池美花 仲敷公実子、垣內郁美 | 第13卷        | 5月14日    |
| 第七話   | 第五十一話 |          |            | 三浦陽          | | 佐藤美幸、菊池美花 坂東美佳、竹內由香里 西尾聰美、首藤志保里 梶山庸子 | 5月21日       | 第14卷     |
| 第八話   | 第五十二話 |          | 無一郎的無 | 白井俊行        | 南野純一                                                                                                 | 佐藤美幸、菊池美花 藤本真由、太田都 秋山幸児、渡邉八恵子 西條由希子、竹村南 | 5月28日       | 第14卷     |
| 第九話   | 第五十三話 |          |            | 三浦陽          | 宇田明彥                                                                                                 | 佐藤美幸、菊池美花 坂東美佳、外崎春雄 佐藤哲人、藤本典子 茂木貴之、渡邉八恵子 竹內由香里、仲敷公実子 西尾聰美、梶山庸子 西條由希子                                                                           | 6月4日        | 第14卷     |
| 第十話   | 第五十四話 |          |            | 清水勇司        | 清水勇司                                                                                                 | 坂東美佳、佐藤美幸 菊池美花、田中敦士 佐藤哲人、藤本真由 秋山幸児、永森雅人 塩島由佳、竹村南 木下博斗 | 6月11日       | 第14、15卷 |
| 第十一話 | 第五十五話 |          |            | 外崎春雄 原隆史 | 中澤健 原田征爾 原隆史 南野純一 恒松圭                                                                   | 坂東美佳、佐藤美幸 菊池美花、外崎春雄 茂木貴之、秋山幸児 三輪和宏、首藤志保里 梶山庸子、藤本典子 仲敷公実子、緒方美枝子 田中敦士、竹內由香里 小林友衣、足立原美保子 木下博斗、藤本真由 太田都、竹村南 松島晃 | 6月18日       | 第15卷     |

### 播放平台
日本深夜動畫：下文記載的日本国内播放時間使用日本標準時間（UTC+9）表示。因為部分時間标识會採用30小时制，因此請留意这类超过24:00的时间，其實際播放時間為翌日清晨。
| 播放地區         | 播放電視台               | 播放日期                     | 播放時間（UTC+9）                                                                | 所屬聯播網 | 備註                  |
| 日本國内         | 日本國内                 | 日本國内                     | 日本國内                                                                         | 日本國内   | 日本國内              |
| ---------------- | ------------------------ | ---------------------------- | -------------------------------------------------------------------------------- | ---------- | --------------------- |
| 日本全國         | 富士電視台               | 2023年4月9日－6月18日        | 星期日 23點15分 更新                                                             | 富士電視網 | 不適用                |
| 日本全國         | BS11                     | 2023年4月15日－6月24日       | 星期六 23時30分                                                                  | 衛星電視   | BS播放、ANIME+        |
| 東京都           | TOKYO MX                 | 2023年4月15日－6月24日       | 星期六 23時30分                                                                  | 獨立UHF局  | 不適用                |
| 群馬縣           | 群馬電視台               | 2023年4月15日－6月24日       | 星期六 23時30分                                                                  | 獨立UHF局  | 不適用                |
| 栃木縣           | 栃木電視台               | 2023年4月15日－6月24日       | 星期六 23時30分                                                                  | 獨立UHF局  | 不適用                |
| 日本國外         |                          |                              |                                                                                  |            |                       |
| 播放地區         | 播放平台                 | 播放日期                     | 播放時間                                                                         | 所屬聯播網 | 備註                  |
| 臺灣             | 巴哈姆特動畫瘋           | 2023年4月9日－6月18日        | 星期一12時00分 更新                                                              | 網路播放   | 繁體中文字幕          |
| 臺灣             | 愛奇藝                   | 2023年4月9日－6月18日        | 星期一12時00分 更新                                                              | 網路播放   | 繁體中文字幕          |
| 臺灣             | bilibili                 | 2023年4月9日－6月18日        | 星期一12時00分 更新                                                              | 網路播放   | 繁體中文字幕          |
| 臺灣             | 中華電信MOD              | 2023年4月9日－6月18日        | 星期一12時00分 更新                                                              | 網路播放   | 繁體中文字幕          |
| 臺灣             | KKTV                     | 2023年4月9日－6月18日        | 星期一12時00分 更新                                                              | 網路播放   | 繁體中文字幕          |
| 臺灣             | friDay影音               | 2023年4月9日－6月18日        | 星期一12時00分 更新                                                              | 網路播放   | 繁體中文字幕          |
| 臺灣             | Yahoo TV                 | 2023年4月9日－6月18日        | 星期一12時00分 更新                                                              | 網路播放   | 繁體中文字幕          |
| 臺灣             | LINE TV                  | 2023年4月9日－6月18日        | 星期一12時00分 更新                                                              | 網路播放   | 繁體中文字幕          |
| 臺灣             | MyVideo                  | 2023年4月9日－6月18日        | 星期一12時00分 更新                                                              | 網路播放   | 繁體中文字幕          |
| Netflix 服務地區 |                          | 2023年4月9日－6月18日        | 星期一12時00分 更新                                                              | 網路播放   | 繁體中文字幕          |
| 香港             | Viu OTT                  | 2023年4月9日－6月18日        | 星期一12時00分 更新                                                              | 網路播放   | 繁體中文字幕          |
| 香港             | Viu 頻道自選服務(now E)  |                              | 星期一12時00分 更新                                                              | 網路播放   | 繁體中文字幕          |
| 香港             | Viu 頻道自選服務(now TV) | 2023年4月16日－              | 星期一12時00分 更新                                                              | 網路播放   | 繁體中文字幕          |
| 香港             | Viu OTT                  | 2023年5月23日－2023年7月25日 | 第1-8集隔三星期更新一次 星期二0000更新 第9-10集於7月18日更新 第11集於7月25日更新 | 網路播放   | 粵語配音 繁體中文字幕 |
| 中国大陆         | bilibili                 | 2023年6月3日－               | 星期六20時00分 更新                                                              | 網路播放   | 简体中文字幕          |

### 影音商品
| 卷數 | 發售日期       | 收錄話數       | 規格編號          | 規格編號          |
| 卷數 | 發售日期       | 收錄話數       | BD限定版          | DVD限定版         |
| 日本 | 日本           | 日本           | 日本              | 日本              |
| ---- | -------------- | -------------- | ----------------- | ----------------- |
| 01   | 2023年6月21日  | 第1話          | ANZX-16601〜16603 | ANZB-16601〜16603 |
| 02   | 2023年7月26日  | 第2話－第3話   | ANZX-16604〜16605 | ANZB-16604〜16605 |
| 03   | 2023年8月30日  | 第4話－第5話   | ANZX-16606〜16607 | ANZB-16606〜16607 |
| 04   | 2023年9月27日  | 第6話－第7話   | ANZX-16608〜16609 | ANZB-16608〜16609 |
| 05   | 2023年10月25日 | 第8話－第9話   | ANZX-16610〜16611 | ANZB-16610〜16611 |
| 06   | 2023年11月22日 | 第10話－第11話 | ANZX-16612〜16613 | ANZB-16612〜16613 |

## 特別上映版
《鬼滅之刃 上弦集結，前進刀匠村》（日语：「鬼滅の刃」上弦集結、そして刀鍛冶の里へ）是日本電視動畫《鬼滅之刃》的特別上映版，內容將為遊郭篇第十集、第十一集和刀匠村篇第一集的故事。日本於2023年2月3日上映，台灣於2023年2月17日同步上映中、日文版。

### 登場角色
| 角色                  | 配音員                                                                           | 配音員                             | 備註      |
| 角色                  | 日本                                                                             | 臺灣                               | 備註      |
| 主要角色              | 主要角色                                                                         | 主要角色                           | 主要角色  |
| --------------------- | -------------------------------------------------------------------------------- | ---------------------------------- | --------- |
| 竈門炭治郎            | 花江夏樹                                                                         | 錢欣郁                             |           |
| 竈門禰豆子            | 鬼頭明里                                                                         | 連婉鈞                             |           |
| 我妻善逸              | 下野紘                                                                           | 江志倫                             |           |
| 嘴平伊之助            | 松岡禎丞                                                                         | 陳彥鈞                             |           |
| 宇髄天元 （音柱）     | 小西克幸                                                                         | 于正昇                             |           |
| 時透無一郎 （霞柱）   | 河西健吾                                                                         | 馮嘉德                             |           |
| 甘露寺蜜璃 （戀柱）   | 花澤香菜                                                                         | 錢欣郁                             |           |
| 鬼殺隊「柱」          |                                                                                  |                                    |           |
| 伊黑小芭內 （蛇柱）   | 鈴村健一                                                                         | 江志倫                             |           |
| 鬼殺隊士              |                                                                                  |                                    |           |
| 栗花落香奈乎          | 上田麗奈                                                                         | 連婉鈞                             |           |
| 不死川玄彌            | 岡本信彥                                                                         | 蔣鐵城                             |           |
| 產屋敷家              |                                                                                  |                                    |           |
| 產屋敷耀哉            | 森川智之                                                                         | 蔣鐵城                             |           |
| 產屋敷天音            | 佐藤利奈                                                                         | 馮嘉德                             |           |
| 產屋敷輝利哉          | 悠木碧                                                                           | 錢欣郁                             | [ 註 13 ] |
| 產屋敷雛衣            | 花守由美里                                                                       | 馮嘉德                             | [ 註 3 ]  |
| 產屋敷日香            | 小澤亞李                                                                         | 連婉鈞                             | [ 註 3 ]  |
| 蝴蝶屋                |                                                                                  |                                    |           |
| 神崎葵                | 江原裕理                                                                         | 錢欣郁                             |           |
| 寺內清                | 山下七海                                                                         | 馮嘉德                             |           |
| 中原澄                | 真野步                                                                           | 連婉鈞                             |           |
| 高田菜穗              | 桑原由氣                                                                         | 錢欣郁                             |           |
| 鬼殺隊隱              |                                                                                  |                                    |           |
| 後藤                  | 古川慎                                                                           | 于正昇                             |           |
| 刀匠村                |                                                                                  |                                    |           |
| 鋼鐵塚螢              | 浪川大輔                                                                         | 黃天佑                             |           |
| 小鐵                  | 村瀨步                                                                           | 連婉鈞                             |           |
| 鐵地河原鐵珍          | 屋良有作                                                                         | 蔣鐵城                             |           |
| 鬼殺隊相關者          |                                                                                  |                                    |           |
| 繼國緣壹              | 井上和彥                                                                         | 宋克軍                             | [ 註 4 ]  |
| 竈門家                |                                                                                  |                                    |           |
| 竈門炭吉              | 野島裕史                                                                         | 黃天佑                             |           |
| 宇髄家                |                                                                                  |                                    |           |
| 雛鶴                  | 種崎敦美                                                                         | 龍顯蕙                             |           |
| 牧緒                  | 石上靜香                                                                         | 連婉鈞                             |           |
| 須磨                  | 東山奈央                                                                         | 楊凱凱                             |           |
| 鎹鴉                  |                                                                                  |                                    |           |
| 天王寺松右衛門        | 山崎巧                                                                           | 江志倫                             | [ 註 6 ]  |
| 鬼                    |                                                                                  |                                    |           |
| 鬼舞辻無慘 （鬼王）   | 關俊彥                                                                           | 于正昇                             |           |
| 黑死牟 （上弦之壹）   | 置鮎龍太郎                                                                       | 夏治世                             |           |
| 童磨 （上弦之貳）     | 宮野真守                                                                         | 李世揚                             |           |
| 猗窩座 （上弦之參）   | 石田彰                                                                           | 何志威                             |           |
| 半天狗 （上弦之肆）   | 古川登志夫                                                                       | 孫中台                             |           |
| 玉壺 （上弦之伍）     | 鳥海浩輔                                                                         | 孫誠                               |           |
| 妓夫太郎 （上弦之陸） | 逢坂良太                                                                         | 孟慶府                             |           |
| 墮姬 （上弦之陸）     | 澤城美雪                                                                         | 龍顯蕙                             |           |
| 鳴女                  | 井上麻里奈                                                                       | 馮嘉德                             |           |
| 《遊郭篇》其他角色    |                                                                                  |                                    |           |
| 武士                  | 高橋伸也                                                                         | 蔣鐵城                             |           |
| 老闆娘                | 秋保佐永子                                                                       | 楊凱凱                             |           |
| 《刀匠村篇》其他角色  |                                                                                  |                                    |           |
| 女性隱                | 佐伯伊織 安齋由香里 雞冠井美智子 大森日雅 永牟田萌                               | 馮嘉德 連婉鈞                      |           |
| 男性隱／刀匠          | 高橋伸也 安倍大旅 仲村宗悟 外崎友亮 川口諒太朗 中嶋優貴 橘潤二 堂島颯人 帆世雄一 | 陳彥鈞 蔣鐵城 黃天佑 于正昇 江志倫 |           |

### 票房
| 上一届： 《THE LEGEND & BUTTERFLY》 | 2023年日本週末票房冠軍 第5-6週 | 下一届： 《蟻人與黃蜂女：量子狂熱》 |

## 備註
1. ↑  繼《無限列車篇》過世後，以回憶的方式登場。
2. ↑  繼《遊郭篇》退出鬼殺隊後，以回憶的方式登場。
3. 1 2  在片尾聲優表的角色名列為「白髮」。
4. 1 2  在片尾聲優表的角色名列為「劍士」。
5. ↑  在片尾聲優表未列出角色名稱。
6. 1 2  在片尾聲優表的角色名列為「鎹鴉」。
7. ↑  以日語原聲版在日本首播日期為準
8. 粵語讀題標題為「超過三百年歷史嘅刀」。
9. 粵語讀題標題為「時透先生，多謝你」。
10. 粵語讀題標題為「你唔係要成為柱㗎咩」。
11. ↑  電視動畫《鬼滅之刃 刀匠村篇》片长: 
  - 第1話 : 60分鐘
  - 第2話 : 30分鐘
12. ↑  在片尾聲優表的角色名列為「黑髮」。

## 外部連結
- 《鬼滅之刃 刀匠村篇》電視動畫官方網站 （日語）